# Rocco Stella
Il Conte Rocco Stella (Modugno, 24 febbraio 1662 – Vienna, 15 settembre 1720) fu un militare al servizio degli Imperatori del Sacro Romano Impero Leopoldo I, Giuseppe I e Carlo VI.
Entrò nelle grazie dell'erede al trono imperiale Carlo d'Asburgo durante la guerra di successione spagnola e, quando questi divenne imperatore del Sacro Romano Impero, Rocco Stella fu uno dei suoi ministri più influenti. Fu inoltre sostenitore delle arti e della letteratura.

## Biografia
Rocco Stella era il secondogenito di Francesco Stella e Ortenzia de' Lorenzi, e fratello minore di Gian Battista Stella, vescovo di Taranto dal 1713. Francesco Stella era un dottore fisico che diede origine al ramo modugnese dalla famiglia trasferendosi da Valenzano.
Rocco affrontò studi di filosofia, teologia, astrologia, matematica e geometria; si dimostrò molto portato per lo studio delle lingue straniere tanto che arrivò a conoscerne e parlarne ben nove.

### La carriera militare
Rocco dimostrò un'inclinazione verso il mestiere delle armi, perciò il padre decise di adibire una stanza del palazzo di famiglia per addestrarlo alla vita nei campi di battaglia fatta di stenti e fatiche. Si recò in Germania per servire l'imperatore Leopoldo I nella guerra contro i turchi. Non è chiaro come questa trasferta avvenne: secondo alcune fonti, grazie all'intercessione del padre, Rocco si unì all'esercito guidato dal cavaliere napoletano Carlo di Sangro, fratello del Marchese di San Lucido e che era in viaggio verso il Sacro Romano Impero; secondo altre fonti effettuò il viaggio da solo, portando con sé una lettera di un Padre gesuita, e si arruolò nel Reggimento Caprara come soldato semplice; stando invece a quanto riportato da Giambattista Saliani, primicerio della chiesa matrice di Modugno e biografo dell'arcivescovo Gian Battista Stella, venne cacciato dalla famiglia perché dopo la morte del padre "si diè a molti vizj".
Prestò servizio in un reggimento di cavalleria dove non prestava servizio nessun italiano e quindi ebbe la possibilità di imparare la lingua tedesca. Questo reggimento prestava servizio nel Principato di Transilvania: Rocco Stella fece da traduttore per gli ufficiali del reggimento parlando in tedesco con questi e in latino con gli abitanti della regione.
I meriti sul campo e le doti di coraggio dimostrate in battaglia gli consentirono una rapida ascesa nelle gerarchie militari. Divenne Cornetta, poi Tenente e poi Capitano di cavalleria del Reggimento Caprara. Quando ricopriva questo ruolo di comando, si distinse in occasione di un'imboscata tesa a danno dei Turchi nei pressi del ponte Effech sul fiume Drava, in quanto fu il primo a scagliarsi contro i nemici, riportando negli scontri una grave ferita alla gamba. In seguito, non si sa per quale motivo, venne privato del comando; ma la fedeltà al suo Generale gli valse in seguito il grado di Sergente maggiore del Reggimento Montecuccoli.

### Consigliere dell'Imperatore Carlo VI

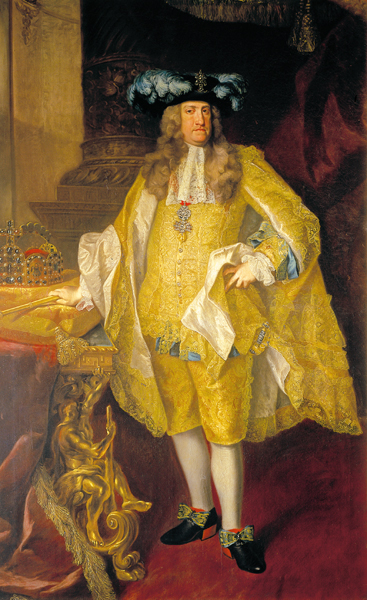
Ritratto di Carlo VI ad opera di Johann Gottfried Auerbach, 1735.

Alla morte di Carlo II di Spagna, si aprì la disputa per l'attribuzione del trono spagnolo rimasto vacante. Leopoldo I nominò come pretendente al trono per gli austriaci il suo secondogenito, l'arciduca Carlo, in opposizione al candidato francese Filippo d'Angiò, nipote di Luigi XIV. Carlo si recò in Spagna scortato dagli eserciti inglese e olandese, per essere nominato re di quelle terre, e Rocco Stella fece parte della spedizione. Durante una battaglia difese la vita dell'arciduca e impedì che venisse fatto prigioniero, guadagnandosi la sua stima.
Carlo VI si stabilì a Barcellona per qualche anno e lì Rocco Stella svolgeva la sua attività di consigliere incontrando quotidianamente il monarca. In quella occasione il monarca ebbe modo di conoscere meglio le doti di Rocco Stella che fu promosso a Generale di Battaglia e divenne suo Consigliere personale e insegnante di lingue.
A Barcellona sposò Giuseppa Copons, di nobile famiglia catalana, dalla quale ebbe la sua unica figlia, Marianna Stella.
La sorella maggiore di Giuseppa Copons, Anna, fu sposa del Marchese Marino Caracciolo di Santeramo in Colle.
Alla morte dell'imperatore Giuseppe I, primogenito di Leopoldo I e fratello di Carlo VI, quest'ultimo dovette far ritorno di Germania assumere il titolo imperiale. Anche in questo caso, Rocco Stella seguì Carlo VI, il quale una volta diventato Imperatore del Sacro Romano Impero conferì a Rocco Stella i due prestigiosi incarichi di Consigliere di Stato e Tenente Maresciallo di Campo.
Nello stesso periodo, i suoi servigi gli valsero l'ulteriore apprezzamento dell'Imperatore Carlo VI che gli conferì molteplici titoli ed onorificenze. Rocco Stella venne insignito dei titoli di "nobile d'Austria", di Magnate del Regno d'Ungheria (in seguito a questa nomina, iniziò a vestirsi secondo il gusto e la moda ungherese dell'epoca), di Duca di Telese e marchese di Santacroce.
Rocco Stella partecipò a diverse battute di caccia con Carlo VI, il quale in diverse occasioni soggiornò e dormì in una tenuta di proprietà del Conte.
Gli venne conferita dall'Imperatore una rendita annuale di 6000 ducati, grazie alla quale poté costruire un lussuoso Palazzo nel centro di Vienna, oggi presente in piazza Franz Joseph Platz, al numero civico 8.

#### Impegno in favore della propria terra d'origine
Il Conte Rocco Stella utilizzò la propria influenza a corte e presso l'Imperatore per ottenere vantaggi per la propria terra d'origine e per i propri familiari.
Rocco Stella favorì i rapporti tra Stato della Chiesa e Impero austriaco, introducendo nelle grazie di Carlo VI il barese Giuseppe Antonio Davanzati, inviato da Roma come diplomatico.
Molteplici furono le intercessioni presso l'Imperatore che il Conte Rocco Stella fece in favore di Napoli tanto che, per riconoscenza, venne aggregato alla nobiltà napoletana del Sedile di Montagna.
Anche la Piazza dei Nobili di Bari chiese la sua intercessione presso l'imperatore nel 1710 per dirimere una controversia sorta con la Piazza dei Primari: la prima chiedeva di ripristinare la divisione con la seconda, risalente ad antica consuetudine barese, ma annullata due secoli prima da Isabella Sforza.
Il Conte Rocco Stella rimase sempre molto legato alla sua terra natia e, in varie occasioni, si prodigò per far ottenere a Modugno diversi privilegi e benefici come la conferma del permesso per la fiera annuale del Crocifisso, la concessione del titolo di città, l'esenzione dei dazi dai consumi e le franchigie doganali.
Infine, intervenne per far ottenere al suo unico nipote, il Marchese Pietro Luca Stella, il prestigioso incarico di capitano delle guardie Svizzere dei Viceré di Napoli. Per questo scopo, utilizzò la propria influenza presso l'Imperatore Carlo VI per far destituire il Viceré di Napoli Carlo Borromeo Arese che si era opposto a questa nomina.

#### Impegno a sostegno delle arti
Rocco Stella fu anche un mecenate. Si ricorda la donazione da lui effettuata di due statue di legno realizzate a Vienna, rappresentanti l'Immacolata e San Pasquale Baylon, a suo fratello Gian Battista Stella allora arciprete di Modugno. Le statue furono collocate nella Chiesa di Santa Maria della Croce.
Fu, inoltre, molto generoso nel sostegno degli artisti, in particolar modo con gli scrittori i quali gli dedicarono diverse opere e lo elogiarono pubblicamente.
A titolo di esempio, si riportano alcuni passi dalle Fantasie Capricciose del Marchese di Gagliato, Giovanni Sánchez de Luna.
(Giovanni Sánchez de Luna, Fantasie capricciose trasportate in sensi politici e morali, fantasia 29)
(Giovanni Sánchez de Luna, Fantasie capricciose trasportate in sensi politici e morali, fantasia 34)
(Giovanni Sánchez de Luna, Fantasie capricciose trasportate in sensi politici e morali, fantasia 61)
Altro esempio di elogio pubblico di Rocco Stella e dei suoi servigi verso la corona, lo si può trovare nelle Notizie di Famiglie Nobili ed Illustri della Città e Regno di Napoli di Don Giuseppe Reccho, Duca di Accadia e Cavaliere dell'Ordine di Calatrava.
(Don Giuseppe Reccho, Notizie di Famiglie Nobili ed Illustri della Città e Regno di Napoli, pagina 115)
Come segno di gratitudine da parte dei letterati italiani, venne ammesso all'Accademia dell'Arcadia con lo pseudonimo di Aristide Calidonio.

### Malattia e morte
L'unica figlia di Rocco Stella, Marianna, morì a Vienna all'età di 11 anni. Anche sua moglie morì nella capitale dell'Impero.
Rimasto vedovo, continuò la sua vita a Vienna e costituì un maggiorasco in favore di suo nipote Pietro Luca, figlio del fratello Domenico Antonio (gli altri fratelli di Rocco Stella non ebbero figli). Richiamò in Vienna da Modugno anche il suo pronipote di 12 anni Nicola Stella, che divenne Presidente del Consiglio Aulico.
Si ammalò di idropisia che lo rese infermo.
Era assistito da un padre Cappuccino e dal padre Gesuita Juan Álvaro Cienfuegos Villazón che appena 15 giorni dopo la morte del Conte Roco Stella divenne cardinale.
L'Imperatore Carlo VI si informava quotidianamente delle condizioni di salute del suo Ministro e, quando questi si trovò in fin di vita, gli scrisse di proprio pugno per dimostrargli la propria vicinanza nei suoi ultimi giorni.
Morì a causa della malattia il 15 settembre 1720 a Vienna. Per sua disposizione, ebbe funerali modesti.
Unico erede fu il nipote Marchese Pietro Luca, che ebbe il feudo di Torre Ruggero creato dal padre di Rocco, Francesco.
Cinque feudi o possedimenti in Austria, passarono al cognato, il Marchese Marino Caracciolo di Santeramo in Colle con l'obbligo di acquisire anche il cognome Stella: ciò permise la sopravvivenza del casato, considerando che sia Domenico Antonio Stella II sia suo fratello Nicola morirono senza figli. Il maggiorascato venne poi ereditato dal figlio ed erede di Marino Caracciolo, ovvero Pasquale Diodato (1725-1784).
Creò un fondo di 70.000 ducati, poi accresciuto da Nicola Stella, in favore delle ragazze senza marito. Effettuò vari lasciti in favore di ordini religiosi: 1000 ducati alla Monache Farnesiane; 2000 ducati ai Padri Domenicani con l'obbligo di celebrare messe in alcuni anniversari; 1000 ducati ai Frati Alcantarini di Castellana per la creazione di un convento, che venne realizzato per l'interessamento del nipote Nicola Stella.

## Incarichi, titoli e onorificenze

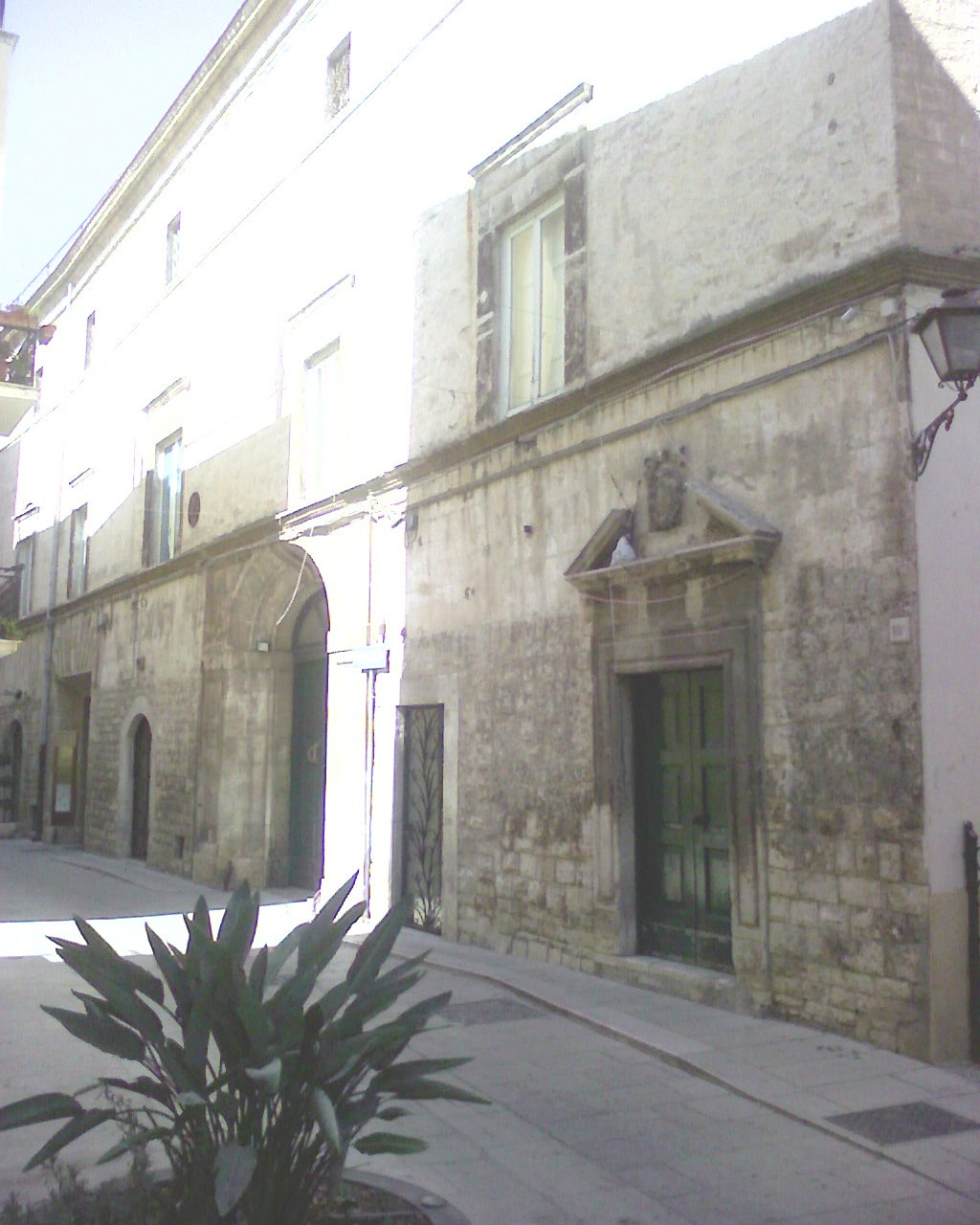
Facciata del Palazzo Stella in via Conte Rocco Stella

- Conte del Sacro Romano Impero[7][10][14][16][34]
- Magnate di Ungheria[16][34]
- Marchese di Santacroce[16][34], altre fonti riportano il titolo di Conte di Santacroce[35][36] o Duca di Telese[15] o Signore di Solopaco e Crisignano[37]

Il feudo di Santacroce comprendeva la città di Telese e le terre di Marigliano, Solopaca, Gricignano e Casolla.
Questo feudo venne concesso a Rocco Stella dall'Imperatore Carlo VI come ricompensa per i servigi militari. Il feudo era precedentemente in possesso del Duca Angelo Ceva Grimaldi, ma ritornò al demanio nel 1707, quando morì senza successori. La sorella del Duca tentò senza successo di rimanere in possesso del feudo. Nel 1715 il possedimento si accrebbe con la concessione dell'allodio dei beni e delle rendite di Santa Croce e della chiesa di San Vito collocata nel territorio di Maglianello. Alla morte di Rocco Stella, il feudo passò al nipote ed erede Pietro Stella fino all'aprile del 1734 quando il nuovo Re di Napoli, Carlo III di Spagna, lo riportò sotto il diretto controllo demaniale.
- Barone di Wartenstein (nei pressi di Gloggnitz) e Grimmenstein nella Bassa Austria[16]
- Tenente Maresciallo di Campo Cesareo[10][16][34]
- Consigliere del Supremo Consiglio Aulico[34]
- Ministro dei Consigli d'Italia di Guerra e di Stato[7][34]
- Consigliere di Stato di Carlo VI[10][34]
- Consigliere di Gabinetto di Carlo VI[7][34]
- In sua memoria, Modugno gli ha intestato una delle vie più importanti della città, dove sorgono diversi palazzi storici tra cui quello di famiglia[39][40][41].